# O-yatoi gaikokujin
O-yatoi gaikokujin (Japans: 御雇ひ外國人, 御雇い外国人 of お雇い外国人, oyatoi gaikokujin) betekent letterlijk "ingehuurde buitenlander" en verwijst naar niet-Japanners die werden ingehuurd om hun kennis van hun vakgebied over te dragen om zo de modernisering van Japan te bevorderen. Gedurende de Meijiperiode was Japan voornemens grote hervormingen in het land door te voeren en daarbij zo veel mogelijk te leren en waar mogelijk over te nemen van moderne westerse landen. Deze hervormingen kwamen later bekend te staan als de Meiji-restauratie.
O-yatoi gaikokujin werden op verscheidene gebieden ingehuurd. Bekende o-yatoi gaikokujin zijn bijvoorbeeld de jurist Georg Michaelis en de econoom Heinrich Waentig, die de opdracht hadden om de hervormingen in respectievelijk de Japanse wet en de Japanse economie te overzien. Ook Nederlandse deskundigen (later bekend geworden als "de Watermannen") werden ingehuurd: onder anderen de ingenieurs George Arnold Escher, Johannis de Rijke en Isaac Lindo hebben in Japan gewerkt in de waterbouwkunde.
Aan het georganiseerd inhuren van o-yatoi gaikokujin kwam formeel een einde in 1899, maar ook daarna zijn nog op dezelfde wijze sporadisch buitenlandse experts ingehuurd.